# Lough Croan Turlough SAC
Lough Croan Turlough SAC este o arie protejată (arie specială de conservare — SAC, sit de importanță comunitară — SCI) din Irlanda întinsă pe o suprafață de 155,62 ha, integral pe uscat.

## Localizare
Centrul sitului Lough Croan Turlough SAC este situat la coordonatele 53°29′40″N 8°10′52″W / 53.49449°N 8.181163°V.

## Înființare
Situl Lough Croan Turlough SAC a fost declarat sit de importanță comunitară în noiembrie 1997 pentru a proteja 14 specii de animale. Situl a fost protejat și ca arie specială de conservare în octombrie 2017.

## Biodiversitate
Situată în ecoregiunea atlantică, aria protejată conține 1 habitat natural: Turlough.
La baza desemnării sitului se află mai multe specii protejate de  păsări (14): rață sulițar (Anas acuta), rață lingurar (Anas clypeata), rață pitică (Anas crecca), rață fluierătoare (Anas penelope), rață mare (Anas platyrhynchos), Anser albifrons flavirostris, rață-cu-cap-castaniu (Aythya ferina), lebădă de iarnă (Cygnus cygnus), lișiță (Fulica atra), becațină comună (Gallinago gallinago), pescăruș râzător (Larus ridibundus), culic mare (Numenius arquata), ploier auriu (Pluvialis apricaria), nagâț (Vanellus vanellus).
Pe lângă speciile protejate, pe teritoriul sitului au mai fost identificate 1 specie de plante, 1 specie de amfibieni.